# فروتدیل (کالیفرنیا)
فروتدیل (به انگلیسی: Fruitdale) یک منطقهٔ مسکونی در ایالات متحده آمریکا است که در شهرستان سانتا کلارا، کالیفرنیا واقع شده‌است. فروتدیل ۰٫۶۹۷ کیلومتر مربع مساحت و ۹۳۵ نفر جمعیت دارد و ۴۴ متر بالاتر از سطح دریا واقع شده‌است.